# Séries éliminatoires de la Coupe Stanley 1924
Année précédente Année suivante
Les séries éliminatoires de la Coupe Stanley 1924 font suite aux saisons 1923-1924 de la Ligue nationale de hockey, de l'Association de hockey de la Côte du Pacifique et de la Western Canada Hockey League (souvent désignée par les sigles LNH, PCHA et WCHL). Trois séries sont disputées entre les champions de ces trois ligues : les Canadiens de Montréal pour la LNH, les Maroons de Vancouver pour la PCHA et les Tigers de Calgary pour la WCHL. Montréal remporte la Coupe en s'imposant lors de la série finale face à Calgary neuf buts à un sur l'ensemble des deux matchs.

## Résultats des rencontres

### Première demi-finale
| 10 mars | Maroons de Vancouver | 3-1 (1-0, 0-1, 2-0) | Tigers de Calgary | Denman Arena, Vancouver 10 500 spectateurs |

| Feuille de match | Feuille de match                                               | Feuille de match | Feuille de match               | Feuille de match |
| ---------------- | -------------------------------------------------------------- | ---------------- | ------------------------------ | ---------------- |
|                  | Cook — 40 s Duncan — 40 min 17 s MacKay (Duncan) — 53 min 53 s | 1-0 1-1 2-1 3-1  | Morris (Gardiner) — 29 min 5 s |                  |
| Lehman           | Gardiens                                                       | Reid             |                                |                  |
| 4 min            | Pénalités                                                      | 6 min            |                                |                  |
|                  |                                                                |                  |                                |                  |

| 12 mars | Tigers de Calgary | 6-3 (3-1, 1-0, 2-2) | Maroons de Vancouver | Victoria Arena, Calgary 5 000 spectateurs |

| Feuille de match, | Feuille de match,                                                                      | Feuille de match,                   | Feuille de match,                        | Feuille de match,         |
| ----------------- | -------------------------------------------------------------------------------------- | ----------------------------------- | ---------------------------------------- | ------------------------- |
|                   | Wilson (Morris) Oliver (Morris) Oliver (Benson) Wilson Dutton (Morris) Wilson (Morris) | 1-0 2-0 3-0 3-1 4-1 5-1 6-1 6-2 6-3 | Bostrom MacKay (Matte) F. Boucher (Cook) | Arbitrage : Jimmy Gardner |
| Reid              | Gardiens                                                                               | Lehman                              |                                          | Arbitrage : Jimmy Gardner |
| 4 min             | Pénalités                                                                              | 4 min                               |                                          | Arbitrage : Jimmy Gardner |
| 44                | Tirs                                                                                   | 31                                  |                                          | Arbitrage : Jimmy Gardner |

| 15 mars | Tigers de Calgary | 3-1 (1-0, 1-0, 1-1) | Maroons de Vancouver | Winnipeg 4 500 spectateurs |

| Feuille de match, | Feuille de match,                                                               | Feuille de match, | Feuille de match, | Feuille de match,         |
| ----------------- | ------------------------------------------------------------------------------- | ----------------- | ----------------- | ------------------------- |
|                   | Gardiner — 16 min Oatman (Oliver) — 30 min 20 s Morris (Crawford) — 47 min 30 s | 1-0 2-0 2-1 3-1   | Cook — 46 min 5 s | Arbitrage : Jimmy Gardner |
| Reid              | Gardiens                                                                        | Lehman            |                   | Arbitrage : Jimmy Gardner |
| 4 min             | Pénalités                                                                       | 2 min             |                   | Arbitrage : Jimmy Gardner |
|                   |                                                                                 |                   |                   | Arbitrage : Jimmy Gardner |

### Deuxième demi-finale
| 18 mars | Canadiens de Montréal | 3-2 (0-1, 2-0, 1-1) | Maroons de Vancouver | Aréna Mont-Royal, Montréal 7 000 spectateurs |

| Feuille de match | Feuille de match                                         | Feuille de match    | Feuille de match                    | Feuille de match     |
| ---------------- | -------------------------------------------------------- | ------------------- | ----------------------------------- | -------------------- |
|                  | S. Cleghorn — 21 min Joliat — 38 min B. Boucher — 48 min | 0-1 1-1 2-1 2-2 3-2 | Bostrom — 5 min 10 s Matte — 47 min | Arbitrage : Art Ross |
| Vézina           | Gardiens                                                 | Lehman              |                                     | Arbitrage : Art Ross |
|                  |                                                          |                     |                                     | Arbitrage : Art Ross |
|                  |                                                          |                     |                                     | Arbitrage : Art Ross |

| 20 mars | Canadiens de Montréal | 2-1 (0-0, 0-0, 2-1) | Maroons de Vancouver | Aréna Mont-Royal, Montréal 7 000 spectateurs |

| Feuille de match | Feuille de match                        | Feuille de match | Feuille de match    | Feuille de match     |
| ---------------- | --------------------------------------- | ---------------- | ------------------- | -------------------- |
|                  | B. Boucher — 45 min B. Boucher — 54 min | 1-0 2-0 2-1      | F. Boucher — 55 min | Arbitrage : Art Ross |
| Vézina           | Gardiens                                | Lehman           |                     | Arbitrage : Art Ross |
|                  |                                         |                  |                     | Arbitrage : Art Ross |
|                  |                                         |                  |                     | Arbitrage : Art Ross |

### Finale
| 22 mars | Canadiens de Montréal | 6-1 (1-0, 3-1, 2-0) | Tigers de Calgary | Aréna Mont-Royal, Montréal 6 500 spectateurs |

| Feuille de match | Feuille de match | Feuille de match            | Feuille de match             | Feuille de match |
| ---------------- | --- | --------------------------- | ---------------------------- | ---------------- |
|                  | Morenz — 19 min 10 s Morenz — 20 min 40 s B. Boucher — 31 min 20 s Morenz — 35 min 15 s - Joliat — 43 min 50 s S. Cleghorn — 44 min 50 s | 1-0 2-0 3-0 4-0 4-1 5-1 6-1 | - Gardiner — 38 min 50 s - - |                  |
| Vézina           | Gardiens | Reid                        |                              |                  |
|                  | |                             |                              |                  |
|                  | |                             |                              |                  |

| 25 mars | Canadiens de Montréal | 3-0 (1-0, 0-0, 2-0) | Tigers de Calgary | Auditorium d'Ottawa, Ottawa |

| Feuille de match | Feuille de match                                                  | Feuille de match | Feuille de match | Feuille de match |
| ---------------- | ----------------------------------------------------------------- | ---------------- | ---------------- | ---------------- |
|                  | Morenz — 4 min 55 s B. Boucher — 43 min 30 s Joliat — 53 min 50 s | 1-0 2-0 3-0      | -                |                  |
| Vézina           | Gardiens                                                          | Reid             |                  |                  |
|                  |                                                                   |                  |                  |                  |
|                  |                                                                   |                  |                  |                  |

## Effectif champion
L'effectif des Canadiens de Montréal sacré champion est le suivant  : 
- Joueurs : Billy Bell, Billy Boucher, Buck Boucher, Billy Cameron, Odie Cleghorn, Sprague Cleghorn (capitaine), Billy Coutu, Charles Fortier, Aurèle Joliat, Joe Malone, Sylvio Mantha, Howie Morenz, Georges Vézina
- Léo Dandurand directeur général et entraîneur